# Taxithelium capillarisetum
Taxithelium capillarisetum är en bladmossart som beskrevs av Brotherus 1925. Taxithelium capillarisetum ingår i släktet Taxithelium och familjen Sematophyllaceae. Inga underarter finns listade i Catalogue of Life.